# Daniele Franci
Daniele Franci (Correggio, Reggio Emilia; 19 de diciembre de 1977) es un director, actor y docente italiano. Formado en el Instituto Profesional de Estado D.Z Iodi de Reggio Emilia (1997), en el Teatro Nacional de Estrasburgo (curso de "Dirección de escena para los jóvenes", 1997), a través del Proyecto de intercambio internacional "Leonardo Da Vinci" (Francia; 1997) y en el Lions Township Hight School en Chicago (curso de "Director Artístico", 1997).
Docente en universidades y colegios de talleres y coordinador de proyectos, como el taller para la experimentación y el estudio de animación para espectáculos infantiles o el laboratorio para el teatro de la infancia en la Universidad de Módena y Reggio Emilia: Laboratorios teatrales en los institutos Galvani-Iodi, el instituto Motti o el Liceo Camille Julienne (Burdeos).
En 2010 y 2011 se le seleccionó como director de la academia de teatro organizada por la FITA-Federación Italiana de Teatro Amateur. En 2011 cofunda la Comisión de Artes Juveniles de FITA y a partir de 2012 es el director artístico y director del proyecto "ITAF International Theatre Academy of Fita". Desde 2013 es el director artístico de la academia regional Athena en Crotona.

### Proyectos
En 1999 funda el festival para escuelas "Il teatro (va) a Scuola", uno de los festivales más importantes para las escuelas. Más adelante, en 2010, se renombrará como "Teatro Lab". En 1999 crea la asociación cultural Etoile Centro Teatrale Europeo, donde desempeña el cargo de director artístico, docente y experto en teatro de escuelas. Con la propia asociación lleva a cabo diferentes proyectos, como Simposio (2000), Puzzle settimana in arte (2001) o "ESS Etoile Summer School" (2008), una academia de verano en la que ocupa el cargo de director artístico, docente y director. Además, en 2009 funda la sucursal de Trieste de Etoile, TET Teatro Etoile Trieste con antiguos alumnos del Guglielmo Oberdan Scientific High School.
Colabora como maestro, entrenador, coordinador, docente, director artístico y director en proyectos nacionales o internacionales, como por ejemplo, con institutos y grupos de Burdeos, Utrecht y Madrid.

### Obras
De entre más de sus setenta montajes, algunos son:
- (1999) Farinelli l’ultimo castrato (dirección artística, dirección, dramaturgia, interpretación).
- (2000) Volti silenziosi (dirección artística y dirección).
- (2002) Dream in the dark (dirección, dirección artística y dramaturgia).
- (2003) Polvore o Magia (dirección artística y dirección).
- (2007) Il libro della Giungla (dirección artística y dirección. Representada en tres idiomas).
- (2008) Icaro Project (dirección artística, coordinación y dirección. Representada en tres idiomas).
- (2010) Il mago di Oz (dirección artística, coordinación y dirección. Representada en tres idiomas).
- (2011) Clown (dirección artística, coordinación y dirección).
- (2013) Violance Play Project (dirección artística, coordinación y dirección.  Representada en tres idiomas).
- (2015) Golosamente (dirección. Estrenado en el Festival Internacional Estivades de Marche Fammene, Bélgica).[3][4]
- (2017) 180 La legge dei matti (dirección artística y dirección).[5]
- (2020) Mr Wonderful (dirección artística y dirección).[6]
- (2021) Love (dirección artística y dirección).

### Reconocimientos y premios
- (2000) Premio "La Maschera graca" al talento joven del año.
- (2001) Invitación a participar en Job & Orienta en Verona, como joven emprendedor del ámbito artístico italiano.
- (2008) Sello de Calidad Europeo por el mejor proyecto de intercambio de ámbito internacional entre jóvenes formados en teatro.
- (2010) Premio Gianfranco Merli a la mejor escenografía por Topastri.
- (2011) Premio mejor dirección del Festival Internazionale Città de Viterbo por Hai sentito di...
- (2019) Premio UNIR de teatro amateur Juan Mayorga a mejor espectáculo internacional por 180 La legge dei mati.[7]
- (2020) Premio UNIR de teatro amateur Juan Mayorga a mejor espectáculo internacional por Mr. Wonderful.[8]